# Xysmalobium asperum
Xysmalobium asperum är en oleanderväxtart som beskrevs av Nicholas Edward Brown. Xysmalobium asperum ingår i släktet Xysmalobium och familjen oleanderväxter. Inga underarter finns listade i Catalogue of Life.